# Desmanthus glandulosus
Desmanthus glandulosus là một loài thực vật có hoa trong họ Đậu. Loài này được (B.L.Turner) Luckow miêu tả khoa học đầu tiên.